# ديف وانغ
ديف وانغ (بالإنجليزية: Dave Wang)‏ (و. 1962 – م) هو مغني، وممثل، وكاتب غنائي، من تايوان، ولد في هونغ كونغ.

## وصلات خارجية
- ديف وانغ على موقع IMDb (الإنجليزية)
- ديف وانغ على موقع ميوزك برينز (الإنجليزية)
- ديف وانغ على موقع ديسكوغز (الإنجليزية)
- ديف وانغ على موقع قاعدة بيانات الفيلم (الإنجليزية)